# Combinatie (schaken)
Een combinatie is een term uit het schaakspel. Het is een manoeuvre waarbij twee of meer schaakstukken samenwerken, vaak met een (schijn)offer of een verrassende pointe, die de tegenstander tot bepaalde zetten dwingt en die een bepaald voordeel oplevert. Een eenvoudige combinatie beslaat twee zetten, maar er zijn ook combinaties die veel dieper gaan, tot meer dan tien zetten. Een combinatie kan in elke fase van de partij voorkomen.
Een ingewikkelde combinatie komt vaak als een verrassing en brengt dan ook menig tegenstander uit balans.
Wilhelm Steinitz was er beroemd om en ook Michail Botvinnik was gevreesd om zijn diepgaande combinaties.
In diagram 1 staat het witte paard op f3 gepend door de loper op g4. Ondanks deze penning speelt wit verrassend 1.P×g5. Wit lijkt zijn dame te offeren. Neemt zwart daadwerkelijk de dame, 1. ... L×d1, dan wordt zwart echter door een dwingende zettenreeks mat gezet 2.Lf7† Ke7 3.Pd5 mat
In diagram 2 staat een stelling die voorkomt in de partij Schiffer - Michail Tsjigorin gespeeld in Sint-Petersburg in 1897

De combinatie begint met 1....P×e5 (Dameoffer, verhindert 2. D×d7 mat) 2.Lh5 0-0-0 3.L×g6 h×g6 4.De2 Ld6 5.Pe4 Pf3† 6.g×f3 L×h2† 7.Kg2 Lh3† 8.Kh1 Le5 9.De1 Lg4† 10.Kg1 L×f3 11.Pg3 Pe7 12.De3 Lc6 13.D×a7 en nu had zwart z'n torens moeten mobiliseren. De partij eindigt na dertig zetten in een remise.
In diagram 3 staat een stelling waarin een combinatie voorkomt die tot het beroemde stikmat leidt. 1. De6† Kh8 (na 1. ... Kf8 volgt 2.Df7 mat) 2. Pf7† Kg8 3. Ph6†† Kh8  4. Dg8† T×g8 5. Pf7#

## De charme van de combinatie
Een combinatie bestaat gewoonlijk vooral uit schaakzetten, slagzetten en concrete dreigingen, hoewel de mooiste en moeilijkste combinaties ergens een stille zet hebben.
Vaak heeft de tegenstander een fout gemaakt als een beslissende combinatie mogelijk is. Maar een verrassende of spetterende combinatie wordt doorgaans door commentator en publiek verwelkomd als een aangenaam schouwspel. Het diagram bij een schaakpartij in de krant geeft vaak het moment weer waarop een combinatie begint.